# Liste der Bodendenkmale in Flechtingen
In der Liste der Bodendenkmale in Flechtingen sind alle Bodendenkmale der Gemeinde Flechtingen und ihrer Ortsteile aufgelistet. Grundlage ist die Veröffentlichung der Landesdenkmalliste mit Stand vom 25. Februar 2016.  Die Baudenkmale sind in der Liste der Kulturdenkmale in Flechtingen aufgeführt.

Der Link (Karte oder Lage) führt zu verschiedenen Kartendiensten mit der Position des Kulturdenkmals. Fehlt dieser Link, wurden die Koordinaten noch nicht eingetragen. Sind diese bekannt, können sie über ein Tool mit einer Kartenansicht einfach nachgetragen werden. In dieser Kartenansicht sind Kulturdenkmale ohne Koordinaten mit einem roten bzw. orangen Marker dargestellt und können durch Verschieben auf die richtige Position in der Karte mit Koordinaten versehen werden. Kulturdenkmale ohne Bild sind an einem blauen bzw. roten Marker erkennbar.

| Denkmal-ID | Fundart             | Ortsteil    | Bezeichnung                                                  | Zeitstellung | Lage                                                                  | Bemerkungen | Bild |
| ---------- | ------------------- | ----------- | ------------------------------------------------------------ | ------------ | --------------------------------------------------------------------- | --- | ---- |
| 428312050  | Befestigung         | Behnsdorf   | Warte                                                        | undatiert    | (Lage)                                                                | Ruinenrest, Schild nur noch mit Buchstabennegativen, Wüstung befindet sich auf einer Geländekuppe |      |
| 428310346  | besonderer Stein    | Behnsdorf   | gutsherrenschaftlicher Wegweiser, vermutlich aus dem 19. Jh. | undatiert    | im Ort (Lage)                                                         | rötlicher Buntsandstein, Der Stein ist fast rhombisch und er besitzt einen gefassten Sockel (ca. 18 cm hoch). Sichtbare Höhe: ca. 90 cm, Dicke / Breite : oben ca. 20 cm breit. Im Umfeld befindet sich ein Findling.             |      |
| 428310345  | besonderer Stein    | Behnsdorf   | vermutlich Grenzstein                                        | undatiert    | südlich im Ort ()                                                     | rötlicher Buntsandstein, Der Stein ist oben abgerundet, vermutlich ein Grenzstein. Sichtbare Höhe: ca. 32 cm, ca. 20 cm dick |      |
| 428310344  | besonderer Stein    | Behnsdorf   | zwei Grenzsteine                                             | undatiert    | südlicher Ortsrand (Lage)                                             | Stein 1: vermutlich Granit, schlicht, wahrscheinlich ein Grenzstein, sichtbare Höhe: ca. 44 cm, Querschnitt: ca. 30 × 18 cm, schlicht. Stein 2 : wohl rötlicher Buntsandstein, sichtbare Höhe: ca. 32 cm, ca. 18 cm dick.         |      |
| 428310343  | besonderer Stein    | Behnsdorf   | preußischer Stein (Wegweiser)                                | undatiert    | südlicher Ortsrand (Lage)                                             | Buntsandstein, der Stein ist an den Ecken gefast und nach oben leicht spitz zulaufend. Sichtbare Höhe: ca. 62 cm, Querschnitt: ca. 24 × 28 cm (rechteckig). Die Inschriften sind unleserlich, da der Stein stark verschmutzt ist. |      |
| 428312049  | Befestigung > Wall  | Behnsdorf   | Landwehr                                                     | undatiert    | östlich (Lage)                                                        | bis zu vier Wälle und Gräben, zahlreiche Grenzsteine, im südlichen Bereich gibt es eine Endschleife, welche aus zwei Wällen in den heutigen münden, Endschleife mit Grenzstein                                                    |      |
| 428312169  | Befestigung         | Behnsdorf   | Wartturm bei Flechtingen                                     | Mittelalter  | ()                                                                    | |      |
| 428312061  | Befestigung         | Flechtingen | Befestigung                                                  | Mittelalter  | auf einer Insel im See, südlich des alten Ortskerns („Schloß“) (Lage) | Erwähnung 1307 |      |
| 428312074  | Grabmal > Grabhügel | Hasselburg  | ca. 39 Grabhügel                                             | undatiert    | im Wald ()                                                            | Im nahen Umfeld befinden sich größere Stellen, an denen sicherlich Stein abgebaut wurde. |      |